# Monte Lucania
O monte Lucania (em inglês:  Mount Lucania) é uma montanha no Yukon, Canadá. É a terceira mais alta montanha exclusivamente em território do Canadá, atingindo pelo menos 5240 m de altitude.
Um longo tergo liga o monte Lucania ao monte Steele (5073 m), o quinto mais alto do Canadá.
O monte Lucania deve o seu nome ao Príncipe Luigi Amedeo, Duque de Abruzzi, que escalou o monte Saint Elias em 31 de julho de 1897: vendo o Lucania ao longe, além do monte Logan, deu-lhe o nome "do navio no qual a expedição viajou de Liverpool para Nova Iorque," o RMS Lucania.
A primeira ascensão foi feita em 1937 por Bradford Washburn e Robert Hicks Bates, que usaram um avião para chegar ao glaciar Walsh, a 2670 m de altitude, o que foi novidade à época.